# MTV Movie & TV Awards 2023
Die MTV Movie & TV Awards 2023 wurden am 7. Mai 2023 im Barker Hangar in Santa Monica verliehen. Es war die 31. Ausgabe der MTV Movie & TV Awards.
Als Moderatorin war ursprünglich Drew Barrymore vorgesehen, die aus Solidarität mit den streikenden Mitgliedern der Writers Guild die Moderation zurücklegte. Die Verleihung soll daher ohne Moderator stattfinden. Die Show wird auf MTV und als Stream auf Paramount+.
Die Nominierungen im Bereich Film führt Top Gun: Maverick an. Im Bereich Fernsehen teilen sich die Serien Stranger Things und The Last of Us die Spitzenposition mit jeweils sechs Nominierungen.

## Gewinner und Nominierte
Die Nominierungen wurden am 5. April 2023 verkündet.

### Scripted Awards
| Best Movie | Best Show |
| --- | --- |
| - Avatar: The Way of Water - Black Panther: Wakanda Forever - Elvis - Nope - Scream VI - Smile – Siehst du es auch? - Top Gun: Maverick                                                  | - Stranger Things - The Last of Us - The White Lotus - Wednesday - Wolf Pack - Yellowjackets - Yellowstone |
| Best Performance in a Movie | Best Performance in a Show |
| - Austin Butler – Elvis - Florence Pugh – Don’t Worry Darling - Keke Palmer – Nope - Michael B. Jordan – Creed III – Rocky’s Legacy - Tom Cruise – Top Gun: Maverick                     | - Aubrey Plaza – The White Lotus - Christina Ricci – Yellowjackets - Jenna Ortega – Wednesday - Riley Keough – Daisy Jones & The Six - Sadie Sink – Stranger Things - Selena Gomez – Only Murders in the Building                                                                              |
| Best Comedic Performance | Best Hero |
| - Adam Sandler – Murder Mystery 2 - Dylan O’Brien – Not Okay - Jennifer Coolidge – Shotgun Wedding - KeKe Palmer – Nope - Quinta Brunson – Abbott Elementary                             | - Diego Luna – Andor - Jenna Ortega – Wednesday - Paul Rudd – Ant-Man & The Wasp: Quantumania - Pedro Pascal – The Last of Us - Tom Cruise – Top Gun: Maverick |
| Best Villain | Best Kiss |
| - Elizabeth Olsen – Doctor Strange in the Multiverse of Madness - Harry Styles – Don't Worry Darling - Jamie Campbell Bower – Stranger Things - M3GAN – M3GAN - The Bear – Cocaine Bear  | - Anna Torv + Philip Prajoux – The Last of Us - Harry Styles + David Dawson – Der Liebhaber meines Mannes (My Policeman) - Madison Bailey + Rudy Pankow – Outer Banks - Riley Keough + Sam Claflin – Daisy Jones & The Six - Selena Gomez + Cara Delevingne – Only Murders in the Building     |
| Most Frightened Performance | Best Fight |
| - Jennifer Coolidge – The White Lotus - Jesse Tyler Ferguson – Cocaine Bear - Justin Long – Barbarian - Rachel Sennott – Bodies Bodies Bodies - Sosie Bacon – Smile – Siehst du es auch? | - Brad Pitt (Ladybug) vs. Bad Bunny (The Wolf) – Bullet Train - Courteney Cox (Gale Weathers) vs. Ghostface – Scream VI - Jamie Campbell Bower (Vecna) vs. Millie Bobby Brown (Eleven) – Stranger Things - Keanu Reeves (John Wick) vs. Everyone – John Wick 4 - Escape from Narkina 5 – Andor |
| Best Breakthrough Performance | Best Duo |
| - Bad Bunny – Bullet Train - Bella Ramsey – The Last of Us - Emma D'Arcy – House of the Dragon - Joseph Quinn – Stranger Things - Rachel Sennott – Bodies Bodies Bodies                  | - Camila Mendes + Maya Hawke – Do Revenge - Jenna Ortega + Victor Dorobantu (as Thing) – Wednesday - Pedro Pascal + Bella Ramsey – The Last of Us - Simona Tabasco + Beatrice Grannò – The White Lotus - Tom Cruise + Miles Teller – Top Gun: Maverick                                         |
| Best Kick-Ass Cast | Best Song |
| - Ant-Man and the Wasp: Quantumania - Black Panther: Wakanda Forever - Outer Banks - Stranger Things - Teen Wolf: The Movie                                                              | - Demi Lovato – Still Alive (Scream VI) - Doja Cat – Vegas (Elvis) - Lady Gaga – Hold My Hand (Top Gun: Maverick) - OneRepublic – I Ain't Worried (Top Gun: Maverick) - Rihanna – Lift Me Up (Black Panther: Wakanda Forever) - Taylor Swift – Carolina (Der Gesang der Flusskrebse)           |

### Unscripted Awards
| Best Music Documentary | Best Docu-Reality Show |
| --- | --- |
| - Halftime - Love, Lizzo - Selena Gomez: My Mind & Me - Sheryl - The Day the Music Died: The Story of Don McLean's American Pie | - Jersey Shore: Family Vacation - The Real Housewives of Beverly Hills - Family Reunion: Love & Hip Hop Edition - The Kardashians - Vanderpump Rules                             |
| Best Competition Series | Best Host |
| - All Star Shore - Big Brother - RuPaul's Drag Race All Stars - The Challenge: USA - The Traitors | - Drew Barrymore – The Drew Barrymore Show - Joel Madden – Ink Master - Nick Cannon – The Masked Singer - RuPaul – RuPaul's Drag Race - Kelly Clarkson – The Kelly Clarkson Show |
| Best Reality On-Screen Team | |
| - Michael „The Situation“ Sorrentino, Vinny Guadagnino, Pauly D (MVP) – Jersey Shore: Family Vacation - Tori Deal and Devin Walker – The Challenge: Ride or Dies - RuPaul Charles and Michelle Visage – RuPaul's Drag Race - Ariana Madix, Katie Maloney, Scheana Shay, LaLa Kent – Vanderpump Rules - Garcelle Beauvais and Sutton Stracke – The Real Housewives of Beverly Hills | |